# أسطول خطوط ساوث ويست الجوية

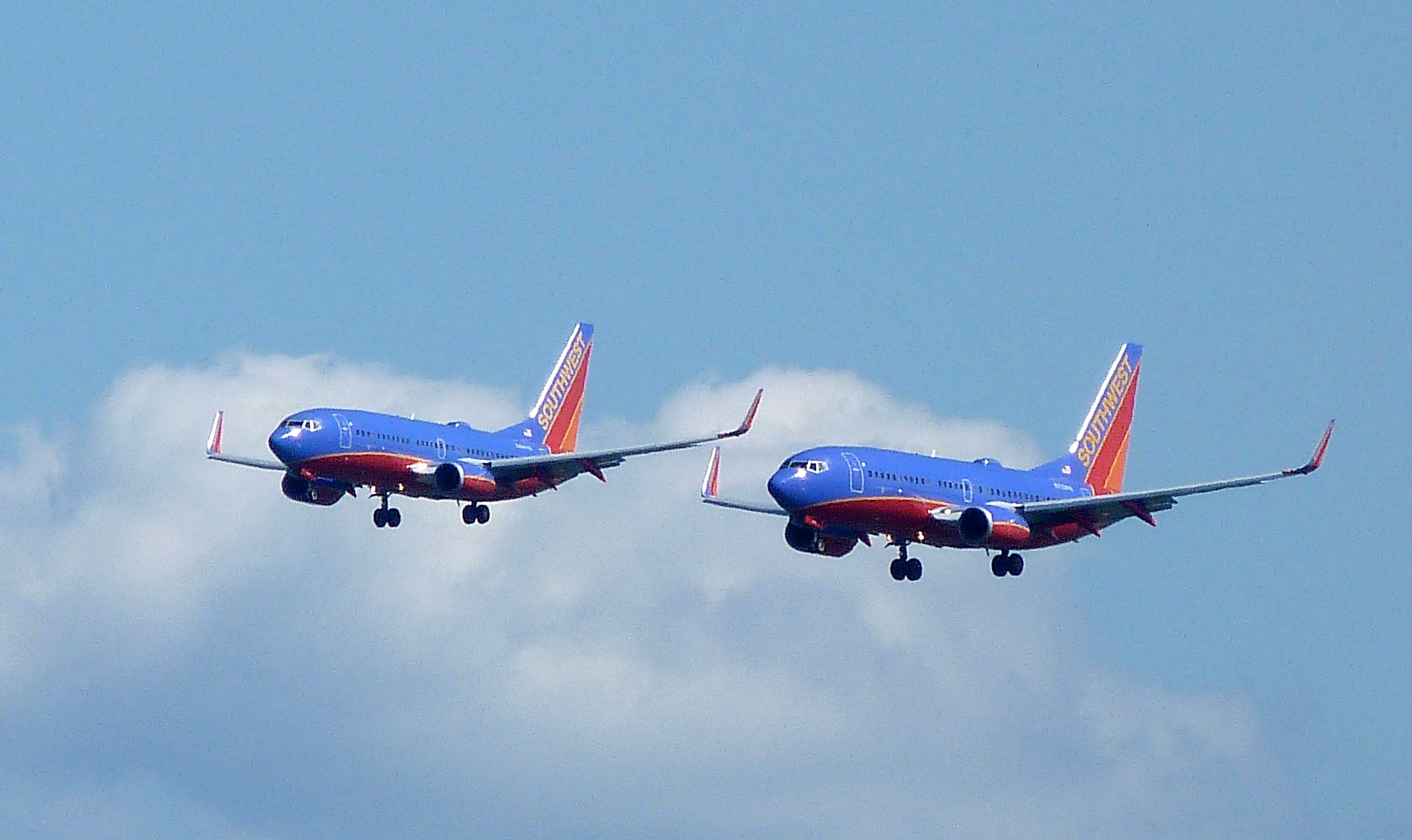
طائرتان بوينج 737-700 من خطوط ساوث ويست الجوية في مطار سان فرانسيسكو الدولي

منذ نشأتها، شغلت ساوث ويست إيرلاينز حصرياً طائرات بوينج 737 (باستثناء فترة وجيزة عندما قامت بتأجير ونقل بعض طائرات بوينج 727-200 ). ساوث ويست هي أكبر مشغل في العالم لطائرة بوينغ 737 ، وكانت عميل الإطلاق لـ 737-300 و 737-500 و 737-700 و 737 ماكس 8. تستعد شركة طيران ساوثويست أيضًا لتكون عميل الإطلاق لطائرة 737 ماكس 7.

## التاريخ
أضافت ساوث ويست طائرة بوينج 737-700 إلى أسطولها في 17 ديسمبر 1997. أضافت ساوث ويست طائرة بوينج 737-800 إلى أسطولها في 11 أبريل 2012. الطائرة لديها 175 مقعدا، 32 أكثر من 737 أكبر السابق في أسطول جنوب غرب البلاد. 
بعد الانتهاء من شراء خطوط إيرتران الجوية ، استحوذت ساوث ويست على أسطول إيرتران الحالي من طائرات بوينج 717 . ومع ذلك، اختارت ساوثويست عدم دمجها في أسطولها واستأجرتها حاليًا لشركة دلتا ايرلاينز .  
في 13 ديسمبر 2011 ، قدمت ساوث ويست طلبًا ثابتًا لشراء 150 طائرة بوينج 737 MAX 8 ، لتصبح عميل الإطلاق لهذا النوع (على الرغم من أن أول عملية تسليم للطائرة 737 ماكس 8 كانت لشركة ماليندو إير ).  
في 15 مايو 2013 ، أصبحت ساوثويست عميل الإطلاق لطائرة بوينج 737 ماكس 7 ولديها الآن 30 طائرة ماكس 7 حسب الطلب. من المتوقع التسليم الأول في عام 2019. 
في 29 أغسطس 2017 ، تسلمت شركة طيران ساوثويست أول طائرة بوينج 737 ماكس 8 ، مما يجعلها أول شركة طيران في أمريكا الشمالية تقوم بذلك. كانت شركة الطيران أيضًا أول شركة في أمريكا الشمالية تقوم بتشغيل الطائرة على رحلات الركاب المجدولة، والتي بدأت في 1 أكتوبر 2017.  في الثاني من كانون الثاني (يناير) 2018 ، حولت ساوثويست 40 خيارًا إلى طلبيات صارمة لطائرة بوينج 737 ماكس 8 ، مما رفع إجمالي طلبات المتغير لأكثر من 250 طائرة.  في نفس اليوم، أعلنت شركة الطيران أيضًا عن تأجيلها 23 عملية تسليم من طراز بوينج 737 ماكس 7 إلى 2023-2024 وما بعدها.  في 26 أبريل 2018 ، مارست ساوث ويست 40 خيارًا آخر على طائرة بوينغ 737 ماكس 8 ، وحولتها إلى طلبات ثابتة. هذا يحدد شركة الطيران كأكبر عميل 737 ماكس مع إجمالي 280 طلب لطائرة ماكس 8 ، و 310 طائرة لإجمالي عائلة ماكس 737. 
في 13 مارس 2018 ، تسلمت شركة طيران ساوثويست الطائرة رقم 10000 من طراز بوينج 737 ، محققة بذلك رقم قياسي غينيس العالمي لبوينغ الذي بدأ إنتاج طائرة 737 في يناير 1967. هذا يفوق الرقم القياسي السابق البالغ 5000 مرة في عام 2006. وسيتم نقل هذا تحت رقم الذيل N8717M. هناك لوحة تسجيل خاصة تخلد ذكرى بارزة داخل الباب L1. 
في 1 أكتوبر 2018 ، تسلمت شركة طيران ساوث ويست إيرلاينز طائرتها النهائية من طراز بوينج 737-800. ستكون جميع عمليات التسليم المستقبلية في المستقبل المنظور نوعًا من طراز بوينج 737 ماكس. 
في مارس 2019 ، منعت دول العالم طائرة بوينغ 737 ماكس من الطيران في مجالها الجوي، بسبب مخاوف تتعلق بالسلامة عقب تحطم طائرة الخطوط الجوية الإثيوبية الرحلة 302 وتحطم طائرة الأسد للطيران 610 قبل خمسة أشهر. في 13 مارس 2019 ، انضمت الولايات المتحدة إلى قائمة الدول التي تحظر طائرة بوينغ 737 ماكس عندما أمر الرئيس الأمريكي دونالد ترامب بتأسيس جميع طائرات بوينج 737 ماكس 8 و 9. مع 4.5 ٪ من أسطولها هي الطائرات المحظورة (34 من أصل 755 طائرة) ، تأثرت ساوث ويست ايرلاينز بشكل كبير من الحظر. الطائرات الـ 34 من بوينج 737 ماكس التي تستخدمها خطوط ساوث ويست الجوية جعلت منها أكبر مستخدم للطائرة التي تم تأريضها (ثلاث شركات طيران مرتبطة بثاني أكبر بـ 24 طائرة). في يوم إعلان ترامب، انخفض سهم شركة طيران ساوث ويست إيرلاينز بأكثر من 4٪ نتيجة التراجع.

## الأسطول الحالي
اعتبارا من مارس 2019، شركة طيران ساوث ويست تشغل الطائرات التالية:  
| الطائرات         | في الخدمة | أوامر | ركاب | ملاحظات |
| ---------------- | --------- | ----- | ---- | --- |
| بوينج 737-700    | 513       | -     | 143  | الطائرات الأقدم وتم توقيفها ابتداء من عام 2019. |
| بوينج 737-800    | 207       | -     | 175  | |
| بوينج 737 ماكس 7 | -         | 30    | 150  | إطلاق العملاء ؛ من المقرر أن يتم تسليمه من عام 2019. </br> 23 طائرة مؤجلة الماضي 2023. ليحل محل 737-700. |
| بوينج 737 ماكس 8 | 34        | 245   | 175  | دخل دخل الخدمة في 1 أكتوبر، 2017. حصل على 10,000 737. أول نموذج أولي من طراز بوينج 737 في الأسطول. ليحل محل 737-700. * اعتبارًا من 3/13/19 ، تم تأجيل جميع طائرات 737 ماكس بعد طلب الطوارئ من القوات المسلحة الأنغولية حتى يتم مراجعة بروتوكولات السلامة و / أو تحديد سبب تحطم طائرة الخطوط الجوية الإثيوبية الرحلة 302 . |
| مجموع            | 755       | 275   |      | |

## الأسطول التاريخي
| الطائرات      | المقدمة | متقاعد | استبدال (الصورة)                                         | ملاحظات                         |
| ------------- | ------- | ------ | -------------------------------------------------------- | ------------------------------- |
| بوينج 727-200 | 1979    | 1987   | بوينج 737-300                                            | مستأجرة من طيران برانيف         |
| بوينج 737-200 | 1971    | 2005   | بوينج 737-700                                            | أول نوع من الطائرات لساوث ويست. |
| بوينج 737-300 | 1984    | 2017   | بوينج 737-700 </br> بوينج 737-800 </br> Boeing 737 MAX 8 |                                 |
| بوينج 737-500 | 1990    | 2016   | بوينج 737-700                                            |                                 |